# Songyuan
Songyuan (松原 ; pinyin : Sōngyuán) est une ville de la province du Jilin en Chine.

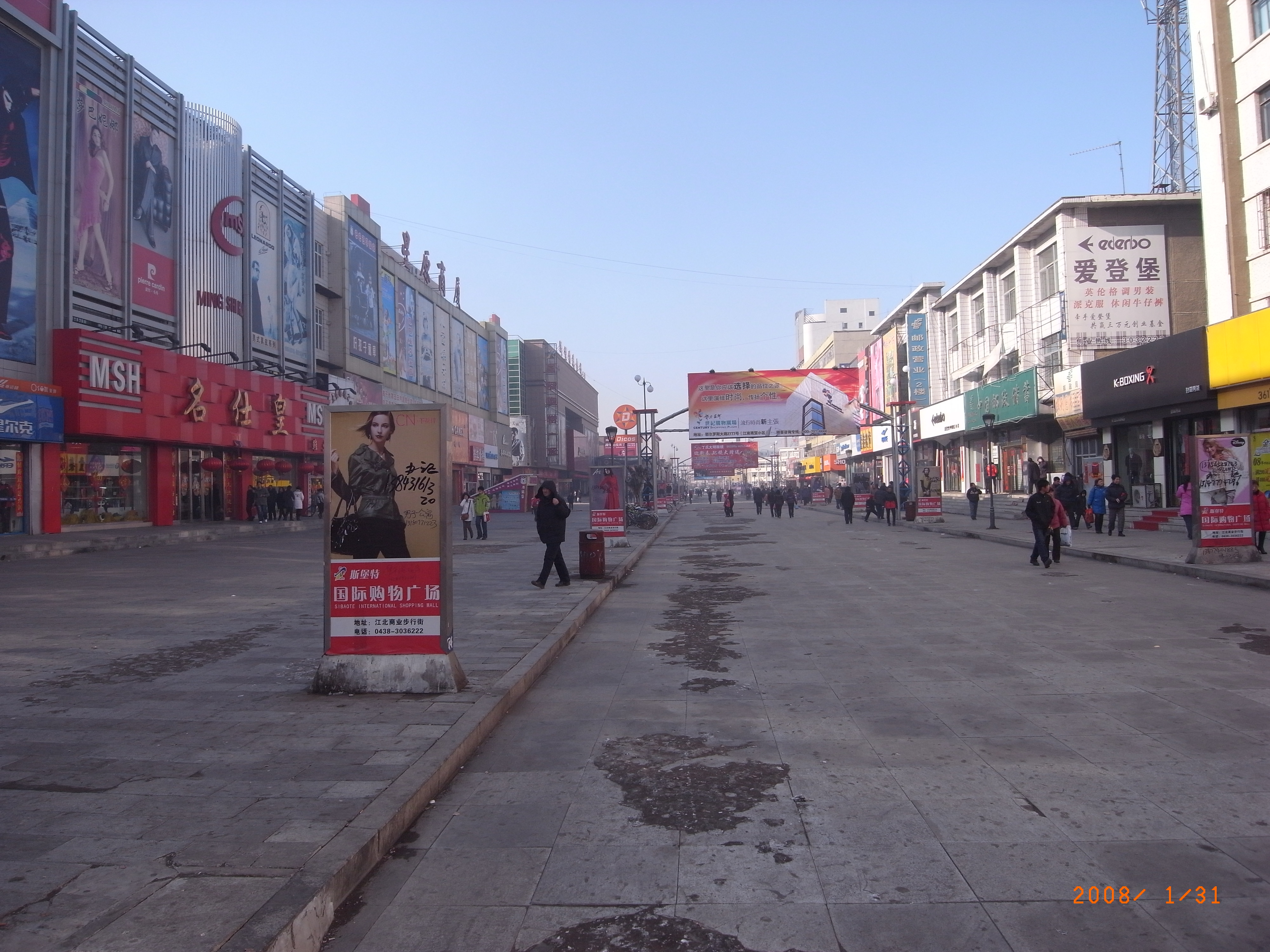
Songyuan

## Économie
En 2004, le PIB total a été de 28,5 milliards de yuans, et le PIB par habitant de 10 165 yuans.

## Subdivisions administratives
La ville-préfecture de Songyuan exerce sa juridiction sur cinq subdivisions - un district, trois xian et un xian autonome :
- le district de Ningjiang - 宁江区 Níngjiāng Qū ;
- le xian de Qian'an - 乾安县 Qián'ān Xiàn ;
- le xian de Changling - 长岭县 Chánglǐng Xiàn ;
- le xian de Fuyu - 扶余县 Fúyú Xiàn ;
- le xian autonome mongol de Qian Gorlos - 前郭尔罗斯蒙古族自治县 Qiánguō'ěrluósī měnggǔzú Zìzhìxiàn.